# Homme d'Ust-Ishim
L’Homme d'Ust'-Ishim est le nom donné à un fossile d’Homo sapiens trouvé en 2008 près d'Ust'-Ishim, dans la province d'Omsk, en Sibérie occidentale. Daté de 45 000 ans, il s'agit de l'un des premiers Hommes modernes connus en Sibérie. Ce fossile se distingue par la préservation de son ADN, ce qui a permis en 2014 le séquençage complet de son génome, ainsi devenu le plus ancien génome humain moderne séquencé à ce jour.

## Découverte
Le fossile a été découvert en 2008, dépassant d'une rive de la rivière Irtych. Il consiste en un seul ossement, le fémur gauche d'un Homo sapiens de sexe masculin. L'auteur de la découverte est Nikolai Peristov, un sculpteur russe spécialisé dans la sculpture d'ivoire de mammouth. Peristov montra le fossile à un enquêteur en médecine légale qui lui suggéra qu'il pourrait s'agir d'un fossile humain. Le fossile a été nommé d'après le district Ust'-Ishim (en) en Sibérie où il a été découvert.

## Datation
La datation par le carbone 14 a permis d'évaluer l'âge du fossile à 45 000 ans, ce qui en fait le plus ancien fossile d’Homo sapiens connu en Sibérie.

## Séquençage du génome
Le fossile a été examiné par les chercheurs de l'Institut Max-Planck d'anthropologie évolutionniste, situé à Leipzig en Allemagne. Ils ont découvert de l'ADN intact et ont réussi en 2014 à séquencer le génome complet de l'homme d'Ust'-Ishim avec des résultats d'une grande qualité. Bien que des génomes de Néandertaliens plus anciens aient déjà été séquencés, il s'agit du plus ancien génome d'Homme moderne séquencé à ce jour.

## Eurasiens
L'examen du génome séquencé montre que l'Homme d'Ust'-Ishim s'apparente autant au garçon de Mal'ta, un enfant de quatre ans qui vécut il y a 24 000 ans le long de la rivière Bolchaïa Belaïa, près d'Irkoutsk en Sibérie centrale, qu'au chasseur-cueilleur qui vivait à La Braña (en), en Espagne, il y a environ 8 000 ans,,. Cette égale parenté montre que l'Homme d'Ust'-Ishim appartenait à une population antérieure à la séparation entre eurasiens occidentaux (europoïdes) et eurasiens orientaux (mongoloïdes), ou plus vraisemblablement à une population collatérale ayant divergé du tronc commun avant cette séparation et n'ayant pas laissé de descendants actuels.

### Peuplement asiatique
L'Homme d'Ust'-Ishim n'appartient apparemment pas aux deux flux majeurs de peuplement de l'Asie : le premier le long de la côte sud, dont seraient issues les populations Onge des îles Andaman, les Mélanésiens et les aborigènes d'Australie, et le second vers l'Asie du Nord qui aurait donné naissance aux peuples actuels d'Extrême-Orient. L'Homme d'Ust'-Ishim représente vraisemblablement une autre migration vers le continent asiatique qui n'aurait pas donné de descendants parmi les populations humaines actuelles.

### Peuplement européen
Les études génétiques montrent que l'ascendance des Européens est constituée principalement de 5 lignées distinctes :
- les Aurignaciens, arrivés en Europe de l'Ouest il y a environ 43 000 ans, et repliés en Espagne pendant le dernier maximum glaciaire, il y a environ 20 000 ans ;
- les Gravettiens, arrivés en Europe de l'Ouest il y a environ 31 000 ans ;
- une population non identifiée de chasseurs-cueilleurs arrivés d'Anatolie il y a environ 14 000 ans ;[réf. nécessaire]
- les agriculteurs d'Anatolie, qui se sont étendus vers l'Europe il y a environ 8 500 ans, par la côte méditerranéenne et par la vallée du Danube ;
- les nomades des steppes de Russie méridionale, qui ont migré vers l'Europe et l'Asie de l'Est et du Sud il y a environ 5 000 ans[8].

## Hybridation avec les Néandertaliens
L'analyse du génome humain moderne dans différentes populations actuelles révèle que des Homo sapiens sortis d'Afrique se sont hybridés avec des Néandertaliens entre 37 000 et 86 000 ans avant le présent. L'ADN des humains modernes non africains contient en effet entre 1,5 et 2,1 % d'ADN d'origine néandertalienne, disséminé par petits fragments dans leur génome. L'ADN néandertalien chez l'Homme d'Ust'-Ishim apparait en séquences plus longues, indiquant que le croisement entre les humains modernes et Néandertal a eu lieu peu de temps avant lui. Le calibrage de l'horloge génétique, consécutive au séquençage du génome de l'Homme d'Ust'-Ishim, a permis d'estimer la date du croisement entre les deux espèces entre 52 000 et 58 000 ans avant le présent, ce qui correspond à l'âge estimé de la dernière sortie d'Afrique par Homo sapiens, en présumant que les sorties d'Afrique antérieures d'Homo sapiens n'ont pas laissé de descendance dans la population humaine actuelle.
Aucune hybridation entre les Dénisoviens et l'Homme d'Ust'-Ishim n'a en revanche été mise en évidence, bien que les Dénisoviens soient supposés avoir vécu à la même époque en Asie orientale.